# La espía (novela)

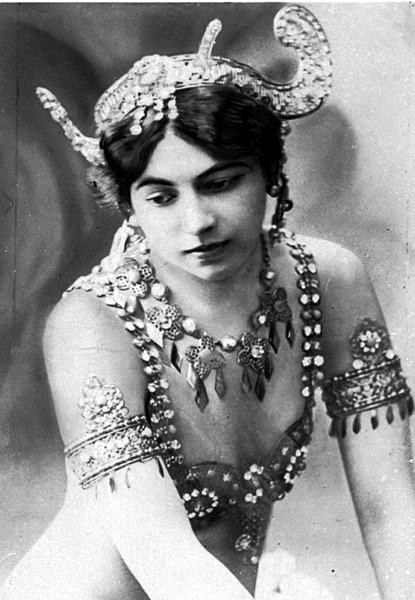
Mata Hari

La espía (A Espiã) es una novela escrita por el autor brasileño Paulo Coelho publicada en 2016, que versa sobre la vida de Mata Hari.
Ha sido traducida en 41 idiomas, alemán, griego, hebreo, húngaro, indonesio, italiano, alemán, árabe, armenio, búlgaro, catalán, chino (complejo), chino (simplificado), croata, coreano, letón, lituano, macedonio, malabar, montenegrino, noruego, polaco, portugués, rumano, ruso, serbio, eslovaco, esloveno, español, sueco, turco, ucraniano y vietnamita.

## Argumento
El libro presenta fragmentos de la vida de Mata Hari, quien acusada de espionaje durante la Primera Guerra Mundial, no pudo huir de la persecución y el enjuiciamiento por parte de la inteligencia militar francesa, a pesar de la escasa existencia de evidencia para incriminarla.
Con sus bailes, conmocionó y deleitó a las audiencias; con su sensualidad cautivó a los hombres más ricos y poderosos de su época. Su estilo de vida la convirtió en sospechosa, en un país consumido por la paranoia y el miedo de la Primera Guerra Mundial.
Arrestada y acusada de espionaje en 1917, en su habitación de hotel en los Campos Elíseos. Narrada a través de la voz de Mata Hari en su última carta, La espía es una íntima y cautivadora narración que nos presenta a una mujer que se atrevió, en su tiempo, a hacer lo impensable: ser independiente y seductora, exitosa, original e inteligente. A diferencia de otras mujeres de su época, ella luchó por sus sueños: conquistar los escenarios europeos con su baile y alcanzar su propia libertad.

## Las joyas de Mata Hari
Las joyas fueron el pago de aquellos hombres que mata hari dio placer y Compañía , sus joyas fueron el pago por todos los hombres ricos y poderosos de su época ,en los diferentes países donde vivió.